# كارلوس تشنيبيرغر
كارلوس ألبيرتو تشنيبيرغر (بالإسبانية: Carlos Schneeberger)‏ (21 يونيو 1902 في لوتارو – 1 أكتوبر 1973 في تيموكو) لاعب كرة قدم تشيلي راحل كان يجيد اللعب في خط الهجوم .
كان يطلق عليه لقب غرينغو ولعب في أندية ليسيو دي تيموكو، كولوكولو، وغرين كروس . لعب أول مباراة دولية مع منتخب تشيلي في 10 ديسمبر 1927 ثم تم استدعائه للمشاركة في دورة الألعاب الأولمبية 1928 في العاصمة الهولندية أمستردام . ثم شارك في بطولة كأس العالم 1930 في الأوروغواي حيث استلم شارة القيادة وبعد نهاية البطولة قرر اعتزال اللعب الدولي .

## وصلات خارجية
- كارلوس تشنيبيرغر على موقع الاتحاد الدولي (مؤرشف)  (الإنجليزية)
- كارلوس تشنيبيرغر على موقع قاعدة بيانات كرة القدم.إي يو (الإنجليزية)
- كارلوس تشنيبيرغر على موقع Soccerway.com (الإنجليزية)
- كارلوس تشنيبيرغر على موقع عالم كرة القدم.نت (الإنجليزية)
- كارلوس تشنيبيرغر على موقع أوليمبيديا (الإنجليزية)

- هذا السيرة الذاتية